# Амато, Франческа
Франческа Амато (род. 17 июля 1989 года, Неаполь, Италия) — итальянская боксёрша. Чемпионка Европы 2019 года.

## Карьера
Франческа Амато начала заниматься боксом в возрасте 14 лет в Неаполе, в своём родном городе. В 2014 году она завоевала свой первый титул чемпионки Италии в весовой категории до 69 кг.
Она приняла участие в Европейских играх в Баку 2015, уступила в первом раунде в категории до 75 кг.
На чемпионате мира 2018 года в Индии, она уступила в первом поединке спортсменке из Китая Доу Дань.
На Чемпионате Европы по боксу в Испании в 2019 году, в весовой категории до 64 кг, она сумела добраться до финального поединка, в котором одержала победу над спортсменкой из Польши Анетой Рыгельской, и впервые в карьере стала чемпионом Европы.
В Улан-Удэ, на мировом взрослом первенстве в октябре 2019 года, она сумела пробиться в второй раунд, в котором проиграла по единогласному решению судей американке Рашиде Эллис.